# Liste der Einträge im National Register of Historic Places im Baker County (Oregon)
Liste der Einträge im National Register of Historic Places in Baker County (Oregon) in das National Register of Historic Places eingetragenen Gebäude, Bauwerke, Objekte, Stätten oder historischen Distrikte.

## Auflistung
| [ 1 ] | Name                                     | Bild                                     | Eintragsdatum                 | Lage | Ort                         | Beschreibung                                         |
| ----- | ---------------------------------------- | ---------------------------------------- | ----------------------------- | --- | --------------------------- | ---------------------------------------------------- |
| 1     | Antlers Guard Station                    | Antlers Guard Station                    | 6. März 1991 ID-Nr. 91000166  | Südöstlich von Whitney im Wallowa-Whitman National Forest 44° 38′ 0,2″ N, 118° 16′ 45,1″ W | Unity                       |                                                      |
| 2     | Baker Historic District                  | weitere Bilder                           | 14. Dez. 1978 ID-Nr. 78002277 | Etwa entlang Main Street von Madison Street bis Estes Street 44° 46′ 29,4″ N, 117° 49′ 53″ W | Baker City                  |                                                      |
| 3     | Baker Municipal Natatorium               | Baker Municipal Natatorium               | 17. Okt. 1977 ID-Nr. 77001097 | 2470 Grove Street 44° 46′ 52,8″ N, 117° 49′ 33,2″ W | Baker City                  |                                                      |
| 4     | Churchill School                         | Churchill School                         | 5. März 2008 ID-Nr. 08000182  | 3451 Broadway Street 44° 46′ 39,4″ N, 117° 50′ 57,5″ W | Baker City                  |                                                      |
| 5     | Robert F. and Elizabeth Clark House      | Robert F. and Elizabeth Clark House      | 30. Okt. 1989 ID-Nr. 89001857 | 1522 Washington Avenue 44° 46′ 37,6″ N, 117° 49′ 25,3″ W | Baker City                  |                                                      |
| 6     | Cornucopia Jailhouse                     | weitere Bilder                           | 24. Nov. 2014 ID-Nr. 14000959 | 2nd Street 45° 0′ 25,2″ N, 117° 11′ 48,5″ W | Cornucopia                  |                                                      |
| 7     | James O. Maxwell Farmstead               | James O. Maxwell Farmstead               | 6. Nov. 1986 ID-Nr. 86003086  | 15177 Muddy Creek Lane 44° 56′ 17,2″ N, 117° 59′ 37,3″ W | Haines                      |                                                      |
| 8     | Oregon Commercial Company Building       | Oregon Commercial Company Building       | 4. Juni 1992 ID-Nr. 92000666  | 40-50 E. Washington Street 44° 21′ 4,3″ N, 117° 16′ 3,4″ W | Huntington                  |                                                      |
| 9     | Ed Rand House                            | Ed Rand House                            | 9. Dez. 1981 ID-Nr. 81000709  | 1700 4th Street 44° 46′ 28,8″ N, 117° 50′ 2,8″ W | Baker City                  |                                                      |
| 10    | St. Elizabeth Hospital (old)             | weitere Bilder                           | 21. Feb. 1989 ID-Nr. 89000047 | 2365 4th Street 44° 46′ 49,8″ N, 117° 50′ 3,8″ W | Baker City                  |                                                      |
| 11    | Sumpter Valley Gold Dredge               | weitere Bilder                           | 26. Okt. 1971 ID-Nr. 71000676 | Südwestlich Sumpter am Cracker Creek 44° 44′ 29,6″ N, 118° 12′ 13,7″ W | Sumpter                     | Goldbagger am Powder River, Anfang der 1930er Jahre. |
| 12    | Sumpter Valley Railway Historic District | Sumpter Valley Railway Historic District | 3. Aug. 1987 ID-Nr. 87001065  | Etwa zwischen Baker und Prairie City ab der McEwen station, westlich des Dixie Pass-Gebiets (vgl. Liste der Einträge im National Register of Historic Places im Grant County (Oregon)). 44° 37′ 13,4″ N, 118° 20′ 6,7″ W | Baker City bis Prairie City |                                                      |
| 13    | Superintendent's House                   | Superintendent's House                   | 20. Aug. 2004 ID-Nr. 04000879 | 271 S. Mill Street 44° 44′ 38,6″ N, 118° 12′ 7,7″ W | Sumpter                     |                                                      |
| 14    | Unity Ranger Station                     | weitere Bilder                           | 11. Apr. 1986 ID-Nr. 86000823 | Wallowa-Whitman National Forest 44° 26′ 12,4″ N, 118° 11′ 16,8″ W | Unity                       |                                                      |